# Fusión por zonas

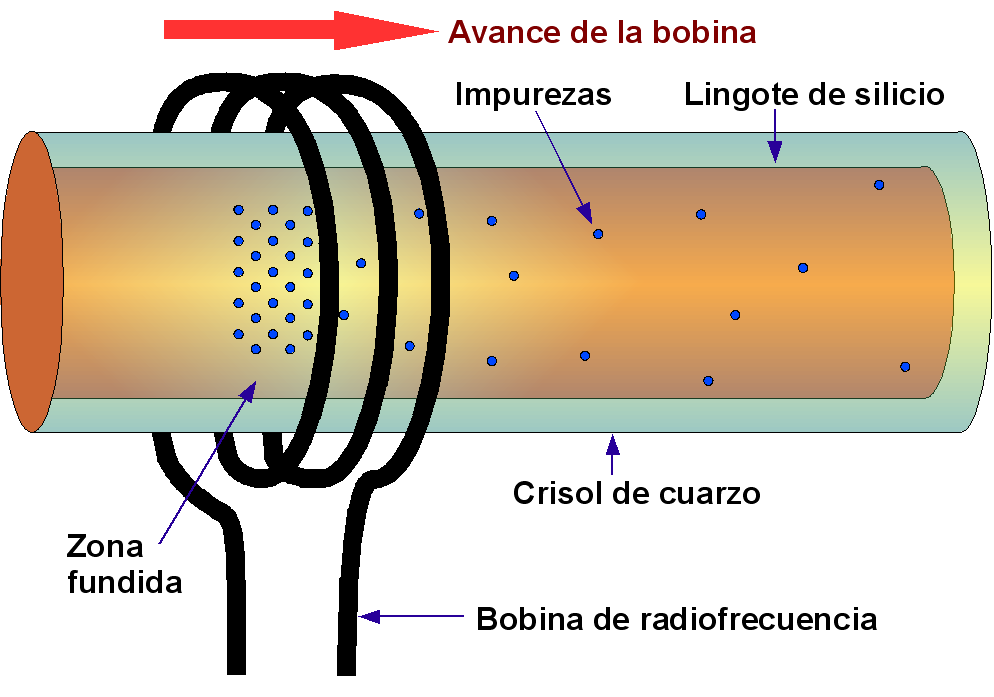
Representación de un crisol para fusión por zonas.

La fusión por zonas es un método que permite purificar los lingotes de un semiconductor. Se basa en que las impurezas se disuelven en el semiconductor fundido. Luego, si una zona fundida avanza por el lingote, las impurezas se irán concentrando en ella, quedando a su paso el semiconductor purificado.
La fusión por zonas se realiza en un crisol de cuarzo que se mueve con respecto a una bobina de inducción, por la que circula corriente de radiofrecuencia que induce corrientes de Foucault en el semiconductor, llegando a fundirlo, por efecto Joule. Al ir avanzando la bobina, la zona fundida también lo hace, arrastrando consigo las impurezas, mientras el semiconductor se recristaliza al enfriarse. Se suelen realizar varias pasadas y, al final, se corta el extremo que contiene las impurezas acumuladas. Mediante este método se consigue una concentración de impurezas en el lingote tratado, que puede llegar a ser menor de una parte por millón.
La bobina suele estar construida con tubo de cobre, por cuyo interior circula agua para refrigerarla.
No todas las impurezas se eliminan fácilmente. El oxígeno, por ejemplo, es muy difícil de separar del silicio. Por ello se procura que la purificación química previa no añada oxígeno. La mayor o menor facilidad para separar los átomos de un elemento determinado se llama índice de segregación de ese elemento. Cuanto mayor sea, más fácil es que la fusión por zonas separe este elemento.
- Datos: Q937187